# Conus gondwanensis
Espèce
Statut de conservation UICN

 LC  : Préoccupation mineure
Conus gondwanensis est une espèce de mollusques gastéropodes marins de la famille des Conidae.
Comme toutes les espèces du genre Conus, ces escargots sont prédateurs et venimeux. Ils sont capables de « piquer » les humains et doivent donc être manipulés avec précaution, voire pas du tout.

## Description
La taille de la coquille atteint 20 mm.

## Distribution
Cette espèce marine est présente au large de la Nouvelle-Calédonie.

### Niveau de risque d’extinction de l’espèce
Selon l'analyse de l'UICN réalisée en 2011 pour la définition du niveau de risque d'extinction, cette espèce est endémique de la Nouvelle-Calédonie. Dans les années 1990 et au début des années 2000, il y avait un dragage commercial en Nouvelle-Calédonie pour les dents de requin et les coquilles, y compris cette espèce, cependant, ces pratiques ont pour la plupart cessé en raison de l'épuisement des dents de requin et de la fermeture au dragage des monts sous-marins riches en espèces sur la crête de Norfolk. Il y a encore des stocks de ces dragues précédentes de cette espèce disponibles pour le commerce de spécimens de coquilles. Une partie de la zone exploitée pour les dents et les carapaces de requin a probablement été exploitée de manière excessive, mais on ne pense pas que cela affecte la population mondiale de cette espèce. Il y a un certain contrôle sur la quantité de dragage au large des côtes en Nouvelle-Calédonie et elle est très inaccessible à moins d'être draguée. Elle est classée dans la catégorie préoccupation mineure.

## Taxonomie

### Publication originale
L'espèce Conus gondwanensis a été décrite pour la première fois en 1995 par les malacologistes Dieter Röckel (d) (1922-2015) et Robert Gerard Moolenbeek (d) dans la publication intitulée « Mémoires du Muséum national d'Histoire naturelle Série A, Zoologie »,.

### Synonymes
- Conus (Turriconus) gondwanensis Röckel & Moolenbeek, 1995 · appellation alternative
- Kioconus gondwanensis (Röckel & Moolenbeek, 1995) · non accepté
- Turriconus (Kurodaconus) gondwanensis (Röckel & Moolenbeek, 1995) · non accepté

## Identifiants taxonomiques
- Ressources relatives au vivant :   - Global Biodiversity Information Facility
  - iNaturalist
  - Interim Register of Marine and Nonmarine Genera
  - SeaLifeBase
  - TAXREF (INPN)
  - Union internationale pour la conservation de la nature
  - World Register of Marine Species

Chaque taxon catalogué par les bases de données biologiques et taxonomiques possède un identifiant qui permet d'établir un point de référence. Les identifiants de Conus gondwanensis dans les principales bases sont les suivants :
BOLD : 596828 - CoL : XXH7 - GBIF : 6511188 - iNaturalist : 431994 - IRMNG : 11705822 - NCBI : 592109 - TAXREF : 155508 - UICN : 192862 - WoRMS : 428138